# Burg Veldenz
Die Burg Veldenz, auch Burg Nohfelden genannt, liegt auf einem Bergsporn im Ort Nohfelden im Landkreis St. Wendel im Nordsaarland.

## Geschichte
Die Spornburg wurde im Jahre 1285 erstmals urkundlich erwähnt. Ihr Erbauer, Wilhelm Bossel II. vom Stein, der aus Oberstein an der Nahe stammte, musste in der Urkunde dem Grafen von Veldenz das Öffnungsrecht an seiner Burg zugestehen. Nach dem Aussterben der Familie vom Stein ging die Burg an die Grafen von Veldenz über.
Mitte des 15. Jahrhunderts erwarben die Herzöge von Pfalz-Zweibrücken die Burg und die Herrschaft Nohfelden. Bis zur Französischen Revolution war die Burg Sitz eines Zweibrücker Amtmanns. Im Jahre 1490 wurde die Burg Zeuge eines der traurigsten Kapitel der Geschichte von Pfalz-Zweibrücken. Nach dem Tode des Herzogs Ludwig der Schwarze hatten seine Söhne Kaspar und Alexander ein Jahr gemeinsam regiert, als Alexander seinen älteren Bruder gewaltsam absetzen ließ. Er wurde auf die Burg Veldenz verbracht und blieb dort – auch nach dem Tode seines Bruders – bis zu seinem Tode im Jahre 1527 in Gefangenschaft.
In den vielen Kriegen des 17. Jahrhunderts blieb die Burg nicht unbehelligt, wurde aber immer instand gehalten. 1661 verstarb auf der Burg Herzog Friedrich. 1804 wurde die Burg zum französischen Nationaleigentum erklärt und an die Brüder Cetto aus St. Wendel verkauft. Danach verfiel die Burganlage, die nun zur Beschaffung von Baumaterial diente.
Heutiger Eigentümer der Burgruine ist die Gemeinde Nohfelden.

## Anlage

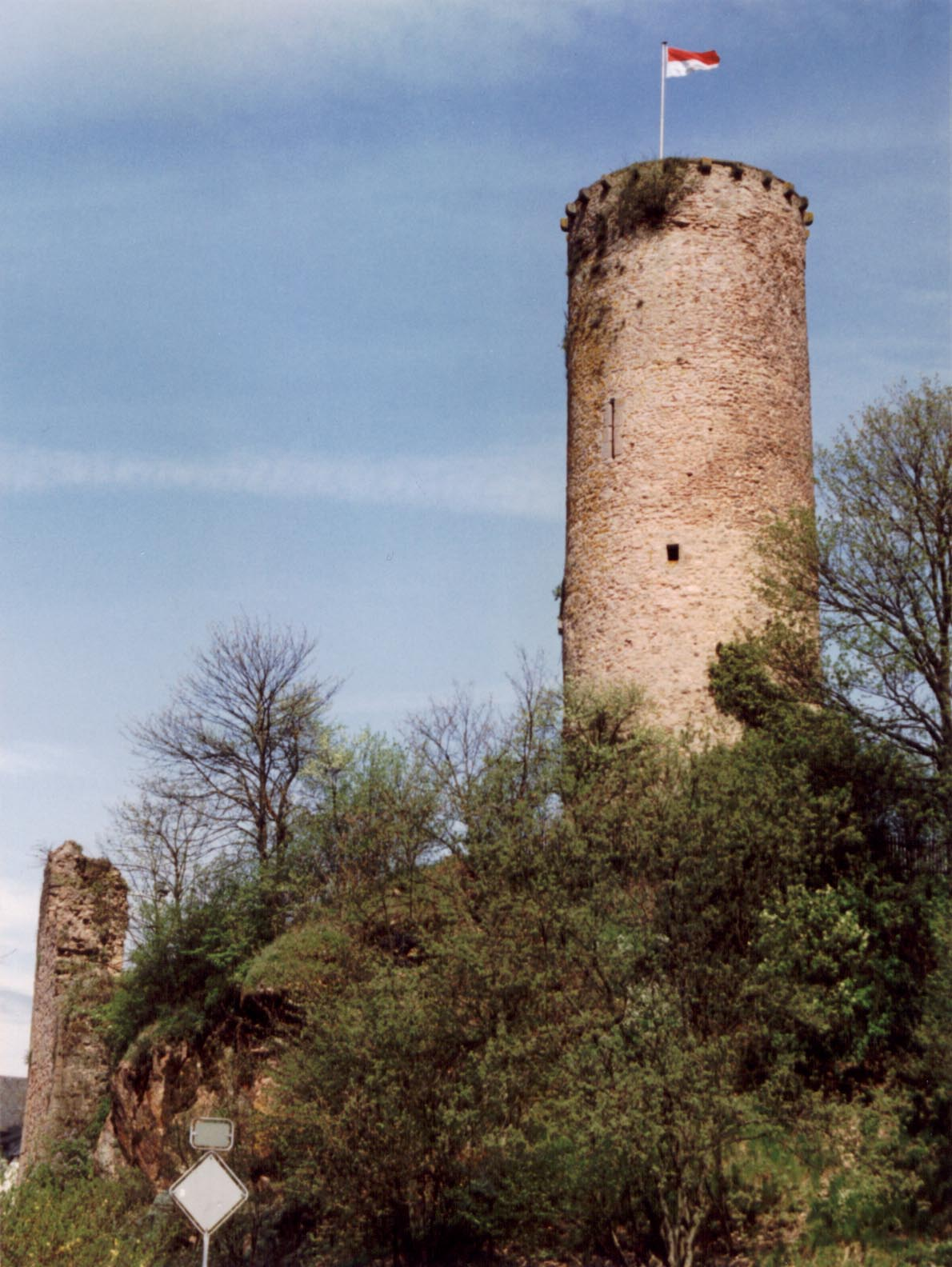
Der Bergfried (1992)

Das Gelände der Burganlage, von der noch der weithin sichtbare runde Bergfried vorhanden ist, erstreckt sich über eine Länge von 100 Meter und ist von der Ostseite über Treppen zugänglich. 2005 wurden die Mauerreste der Burg und der Bergfried grundlegend saniert. Für barrierefreien Zugang wurde ein Fahrstuhl installiert, von dem Metallstege zum Burghof und Bergfried führen. Der Turm wurde mit einem neuen Kegeldach versehen und erreicht mit diesem etwa 27 Meter Höhe. Er ist als Aussichtsturm besteigbar und bietet von seiner 20 Meter hoch liegenden Aussichtsplattform einen guten Ausblick über Nohfelden und ins Nahetal. Der Keller des Palas ist seit 1971 wieder zugänglich. Er war etwa 30 Meter lang und 12 Meter breit. Auf dem restlichen Burgbereich befinden sich heute Häuser.

## Heutige Nutzung
Der Turm der Burg ist von April bis Oktober frei zugänglich. Nach Vereinbarung mit dem Verkehrsverein der Gemeinde werden auch Führungen durchgeführt.
Auf der Burg werden auf Wunsch Trauungen vollzogen, im Sommer wird sie für verschiedene Veranstaltungen genutzt.